# Ablabera modesta
Ablabera modesta är en skalbaggsart som beskrevs av Louis Albert Péringuey 1904. Ablabera modesta ingår i släktet Ablabera och familjen Melolonthidae. Inga underarter finns listade i Catalogue of Life.